# 조덕배
조덕배(趙德培, 1959년 8월 21일 ~ )는 대한민국의 발라드, 포크 가수이다.
1985년 데뷔하여 <꿈에>, 〈나의 옛날 이야기〉, <그대 내 맘에 들어오면은>, <슬픈 노래는 부르지 않을거야> 등의 주옥같은 곡을 남겼다. 
1988년 서울 하계 패럴림픽 폐회식 때 출연했으며 당시 부른 노래는 "슬픈 노래는 부르지 않을 거야."였다.
어릴 적 앓은 소아마비로 인해 앉아서 노래를 부르는 것으로 알려져 있으며, 2009년에는 뇌출혈로 쓰러졌으나 이후 활동을 재개했다. 장애인문화예술대상과 '제6회 대한민국문화예술대상'에서 대상을 수상한 바 있다.
나가수에서 조관우가 '그대 내맘에 들어오면은'을 불렀고 나가수 2기에선 정엽이 '꿈에'를 불렀다. 조관우는 너무 유명한 노래인 탓인지 경연 직전까지 걱정에 마음을 놓지 못했지만 결과적으로는 괜찮은 순위를 냈고, 곡해석은 호불호가 갈리지만 괜찮다는 평가. 그리고 정엽의 꿈에는 시작은 좋지만 클라이막스에서 맹하다는 평가가 대다수였다.
2005년 조PD가 커버한 "나의 옛날 이야기" 랩버젼으로 그의 노래 역시 재주목받았으며, 2014년 아이유가 커버한 "나의 옛날 이야기"가 꽃갈피에 수록되어 큰 인기를 끌고 있다. 아이유의 맑은 목소리와 잘 어울린다는 호평을 받고 있다. 이 곡은 현재 뉴욕에서 디자이너로 활동 중인 임상아의 1집 "Drama"에도 리메이크 버전이 수록되어 있다.
2016년에 마마무의 솔라가 솔라감성 part.3로 "꿈에"를 리메이크했다.

## 홍보대사
- 2009년 김포 가연마을 홍보대사
- 2018년 경남사회복지협의회 나눔 홍보대사